# Джон Ратледж
Джон Ратледж (англ. John Rutledge; 17 вересня 1739 — 18 липня 1800) — американський політичний діяч часів Американської революції.

## Біографія
Народився у Південній Кароліні, навчався вдома у батька і репетитора. Потім вивчав право у Лондоні і повернувся до Південної Кароліни, де адвокатував і збагатів. Брав активну участь у політичному житті Південної Кароліни 1760-х і 1770-х років, обирався до Континентального конгресу і на посаду губернатора. Коли британці захопили Чарлстон, мусив тікати до Північної Кароліни, де згуртував сили для відвоювання Південної Кароліни. Залишався політично активним і в 1780-і роки. На Філадельфійському конвенті відіграв важливу роль, промовляв часто і вдало. Рішуче обстоював інтереси південних штатів. Джордж Вашингтон призначив його членом Верховного Суду США, де він працював недовгий час, а потім повернувся до Південної Кароліни на посаду члена Верховного суду штату. 1795 року Вашингтон знов призначив його членом Верховного Суду США, цього разу на посаду голови, але Сенат США не затвердив це призначення.